# Битва на реке Инчхе
Битва на реке Инчхе — сражение между русской армией под командованием императора Петра I и войском Султан-Махмуда Утамышского и кайтагского уцмия Ахмед-хана, произошедшее в августе 1722 года. Упорный бой закончился победой обладающих численным и технологическим превосходством русских войск и последующим сожжением столицы Утамышского султаната — Утамыша.

## Предыстория
Дагестан начала XVIII века являлся объектом пристального внимания Российской империи, Ирана и Османской империи. Желая воспользоваться слабостью и смутами в Иране, российский император Пётр I выступил в поход с целью овладения побережьем Каспийского моря. Формальным поводом для начала военных действий было убийство российских купцов в Шемахе дагестанским феодалом имамом Хаджи-Давудом, которому незадолго до этого отказали в принятии в российское подданство. 29 (18) июля 1722 года российская флотилия численностью 274 корабля вышла в море под начальством генерал-адмирала графа Апраксина. 31 (20) июля флот вошёл в Каспий и неделю следовал вдоль западного берега. 7 августа (27 июля) пехота высадилась у Аграханского мыса, в 4-х верстах ниже устья реки Койсу (Сулак). Через несколько дней прибыла кавалерия и соединилась с главными силами. 16 (5) августа русская армия продолжила движение к Дербенту. 17 (6) августа на реке Сулак к армии присоединились со своими отрядами кабардинские князья Мурза Черкасский и Аслан-Бек. 19 (8) августа переправилась через реку Сулак. 26 (15) августа войска подошли к Таркам, местопребыванию шамхала.
Утамышский султанат — кумыкское феодальное образование со столицей в городе Утамыш, упоминаемое с конца XVI века. По сведениям Густава Гербера, жители Утамышского султаната говорили по-татарски (то есть по-кумыкски). Население султаната составляли кумыки. Кайтагское уцмийство, одно из самых сильных государств Дагестана того времени, было населено кумыками, терекеменцами, горскими евреями(равнинная часть Уцмийства) и даргинцами (горная часть Уцмийства).

16 августа армия Петра I выступила из Тарков в сторону Дербента:
«При движении из Тарков в Дербент, — пишет В. Комаров, — войска наши понесли некоторый урон от неприязненных действий уцмия Каракайтагского и Султан-Махмуда Утемышского, которые, хотя оказывали всякое доброхотство коему, но в сие время поступили неприятельски».
«Ибо когда монарх августа 18-го, прошед область Бойнак, прибыл на то место, где земля Утемыш соединяется с Хайтаками»
«Каково селение, подчиняясь уцмию Ахмед-хану, зависело от непосредственного своего правителя по имени Султан-Махмуд. Этот правитель по приказанию уцмия, собрав из тех районов и округов до шести тысяч войска, приготовился сразиться с русскими».
Дойдя до владений утамышского феодала, император послал одного офицера с тремя казаками с письмом к утамышскому султану, «чтобы он либо сам пришел, либо прислал депутатов в лагерь, для принятия повелений протекции от государя». Султан приказал изрубить казаков:
«бесчеловечным образом изрубить отправленного к нему с письмами казацкого есаула с тремя казаками, войско же его состоявшее из 10000 человек своих и из 6000 усмеевых, хотело нечаянно напасть на русские войска, но было разбито и преследовано до самого Утемыша, который превращен в пепел. То же самое учинено и с шестью другими его владения местами. Число убитых и раненных простиралось до 1000 человек. Скота взято 7000 быков и до 4000 баранов, не считая другого их имущества. Несколько подданных сего султана, взятых в плен казнены смертью за учиненные ими с есаулом казацким бесчеловечие».

## Силы сторон
Однозначных данных о количестве воинов, участвовавших в нападении на русское войско, нет. Числа в источниках колеблются от 6 до 16 тысяч. Как писал Я. А. Маркович, в 20-е годы XVIII века уцмий мог собрать «8000 татар, тавлинцов 6000, а его усменових 2000».
Из допросов пленных стало известно, что среди противников российских войск были не только подданные султана и уцмия, но и других владений: Акуша, Гапшима, Кубачи, а также Казикумух. Один из пленных сообщал, что в нападении на российские войска участвовали и табасараны.
Вместе с уцмием также выступили верхнедаргинские союзы Акуша-Дарго и Каба-Дарго.

## Ход битвы

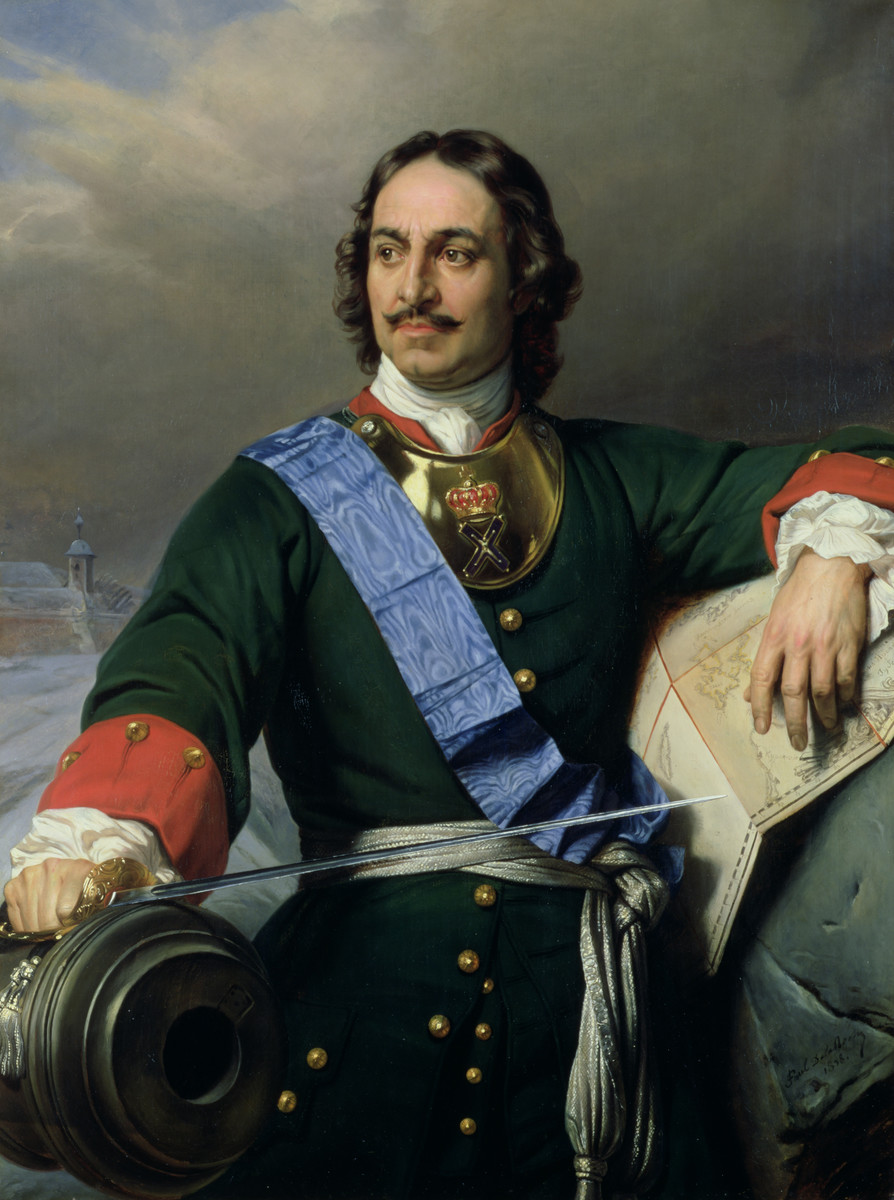
Романтизированный портрет Петра I

Войска Султан-Махмуда Утамышского появились в горах неподалеку от русских войск. По свидетельству Петра Брюса, такое расположение войск противника не позволяло использовать артиллерию.
Завязалась перестрелка, после которой Пётр I лично повел в атаку 8-й драгунский полк и казаков. Рассказы о дальнейших событиях сильно разнятся у разных участников того сражения. Походный журнал сообщает о кавалерийской схватке и последующем вступлении в бой русской пехоты, предрешившем исход сражения. П. Брюс сообщает о том, что утамышцы не выдержали кавалерийской атаки.
Сражение продолжалось в горных ущельях, где драгуны вынуждены были спешиться и принять рукопашный бой. В скором времени русские войска смогли отбросить Султан-Махмуда и с боем взять столицу султаната — Утамыш, который был предан огню. Император сообщил в письме Сенату:

«…для увеселения их сделали изо всего его владения фейерверк для утехи им (а именно сожжено в одном его местечке, где он жил, с 500 дворов, кроме других деревень, которых по сторонам сожгли 6».— Персидский поход Петра Великого: Низовой корпус на берегах Каспия (1722—1735) / И. В. Курукин; Науч. ред. к.и.н. Т. А. Коняшкина; МГУ им. М.В. Ломоносова, Институт стран Азии и Африки. — М.: Квадрига, Объединенная редакция МВД России, 2010
Как отмечает И. В. Курукин, петровским солдатам, недавно противостоявшим шведам, теперь пришлось познакомиться с иным противником и другими приемами ведения войны:

«Зело удивительно сии варвары бились: в обществе нимало не держались, не побежали, а партикулярно десператно бились, так что, покинув ружье, якобы отдаваясь в полон, кинжалами резались, и один во фрунт с саблею бросился, которого драгуны наши приняли на штыки»— Персидский поход Петра Великого: Низовой корпус на берегах Каспия (1722—1735) / И. В. Курукин; Науч. ред. к.и.н. Т. А. Коняшкина; МГУ им. М.В. Ломоносова, Институт стран Азии и Африки. — М.: Квадрига, Объединенная редакция МВД России, 2010
Главной причиной нападения на петровскую армию пленники называли сожжение другого крупного кумыкского центра — Эндирея, взятого и разрушенного русскими войсками в начале похода:

По поводу убийства посланных к султану казаков один из пленных "ответил решительно, что он поступил бы точно так же со всяким из наших людей, которого он бы получил в свою власть, чтобы отомстить нам за наши действия при Андрееве (при взятии Эндери. — И. к.) с его друзьями и союзниками. Главное и превыше всего остального они считаются свободной нацией, и никогда не будут поклоняться чужому князю. Адмирал (Ф. М. Апраксин. — И. к.) спросил у него, как смели они атаковать правильно обученную и многочисленную армию, которая превосходила все силы, которые они могли выставить, и всю возможную помощь, которую они могли бы ожидать от всех своих соседей. Священник ответил, что они совершенно не боятся нашей пехоты, не особенно высоко ценят способности казаков и лишь драгуны смутили их своей доселе не виданными в здешних краях дисциплиной и военным талантом. После этих слов священник отказался о чём-либо ещё отвечать.— Персидский поход Петра Великого: Низовой корпус на берегах Каспия (1722—1735) / И. В. Курукин; Науч. ред. к.и.н. Т. А. Коняшкина; МГУ им. М.В. Ломоносова, Институт стран Азии и Африки. — М.: Квадрига, Объединенная редакция МВД России, 2010
Император Пётр I был восхищен храбростью воинов Султан-Махмуда. Мемуары Петра Брюса сохранили следующие слова императора о них:

Если б этот народ имел понятие о военном искусстве, тогда бы ни одна нация не могла бы взяться за оружие с ними— Персидский поход Петра Великого: Низовой корпус на берегах Каспия (1722—1735) / И. В. Курукин; Науч. ред. к.и.н. Т. А. Коняшкина; МГУ им. М.В. Ломоносова, Институт стран Азии и Африки. — М.: Квадрига, Объединенная редакция МВД России, 2010

## Последствия
Пётр Брюс писал:
«горцы на поле сражения оставили от шестисот до семисот человек убитыми, 40 человек было взято в плен. Между ними находилось несколько сановников, а также магометанский священник, который был одним из их предводителей и который не только не отклонил жестокое убийство трех казаков, но и сам участвовал в этом. Их тела нашли впоследствии драгуны вблизи султанского дворца, насаженными на кол, когда они их преследовали до ворот, и убивали всех, кто им попадался и они бежали перед тремя тысячами человек, а своих жен и дочерей они отослали в горы, прежде чем пошли в эту экспедицию; после этого были сожжены султанская резиденция и 6 других деревень совершенно опустошены. Драгуны и казаки вернулись с богатой добычей. Был повешен 21 пленник в возмездие за жестокую смерть трех казаков. Священника четвертовали».
Петр I в своем письме сенату писал, что после завершения всех боевых действий его люди насчитывали около 600 убитых неприятелей, в плен попало 30 человек. Это показывает упорное сопротивление оборонявшихся.
Победа на реке Инчхе позволила Петру I впоследствии овладеть Дербентом, а также предотвратило на некоторое время выступление против русских кайтагского уцмия Ахмед-хана, который не предпринимал враждебных действий в своих владениях. Однако уже 1 октября (20 сентября) 1722 года комендант Дербента Андрей Юнгер доложил, что воины утемышского султана Махмуда захватили русский редут на реке Орта-Буган (в шестидесяти верстах от Дербента) «и люди караулные от неприятеля побиты». По сведениям дербентского наиба, трехдневный штурм обошелся нападавшим в 400 погибших, но из гарнизона в 128 солдат и шесть казаков спаслись в камышах лишь три человека. 30 (19) сентября и 2 октября горцы штурмовали «транжамент» у реки Рубаса; нападение было отбито, но в укреплении обвалилась стена, и гарнизон пришлось вывести в город. Генерал-майор Кропотов доложил, что воины Султан Махмуда и уцмия напали на его арьергард под Бойнаком. Дороги стали настолько опасными, что командир аграханского укрепления полковник Маслов получил 8 сентября приказ не посылать никого к армии, поскольку «проехать землею от горских народов невозможно»; в его «транжаменте» скопились курьеры с бумагами из Сената, Коллегии иностранных дел и других учреждений. Султан-Махмуд в союзе с уцмием, собрав 20 тысяч человек войска, последовали за отступающими русскими войсками, но не вступили с ними в крупное сражение. Утамышское владение было вторично разорено калмыками и казаками в ходе неожиданного набега.
Для Утамышского султаната боевые действия закончились плачевно. Владения сразу же после битвы при Инчхе были переданы во владение союзника Российской империи — шамхала Адиль-Гирея. В 1725 году последний восстал против России, Тарковское шамхальство было разгромлено и упразднено. После окончания военных действий против русских войск Султан-Махмуд Утамышский участвовал в войнах дагестанцев против Надир-Шаха, одержав ряд крупных побед над персидскими отрядами. После смерти энергичного Султан-Махмуда Утамышское султанство сходит с политической арены как независимое владение. В регионе усиливается власть Кайтагского уцмийства.